# Peter Heinrich Erdmann von Bandemer
Peter Heinrich Erdmann von Bandemer auch Peter Henning Erdmann von Bandemer (* ca. 1704 in Pommern; † 30. März 1757 in Lichtenstein) war preußischer Major und Kommandeur eines Grenadierbataillons. 

## Leben
Peter Heinrich Erdmann war Angehöriger des pommerschen Adelsgeschlechts von Bandemer. Er trat 1719 ins Infanterieregiment Nr. 23 der preußischen Armee ein. Er avancierte am 12. August 1726 zum Fähnrich. Er nahm an den beiden ersten Schlesischen Kriegen teil und war vor Soor unter den verwundeten Hauptleuten des Infanterieregiments Nr. 23. Am 27. Mai 1747 hat er als Kapitän den Orden Pour le Mérite erhalten. Bandemer wurde im Juni 1756 Major. Zu Beginn des Siebenjährigen Krieges übertrug ihm der König ein Grenadierbataillon, welches aus je zwei Grenadierkompanien der Regimenter Nr. 1 und Nr. 23 zusammengesetzt war. Er starb überraschend auf dem Feldzug an einer Lungeninfektion.
Bereits seit 1751 war er Herr auf Kuckow im Kreis Stolp.